# Шакулов, Григорий Логинович
Григо́рий Ло́гинович Шаку́лов (1910—1987) — советский эколог и писатель, автор 12 книг сказок для детей, изданных в период 1954—1973 годов, а также после 2009 года при участии его наследников.

## Биография
Родился 28 сентября (11 октября) 1910 года в деревне Павловичи под Витебском (ныне в Беларуси), в крестьянской семье. В шесть лет научился читать, во время обучения в сельской школе полюбил книги. Окончил начальную сельскую, затем среднюю школу и Витебский педагогический техникум (в 1931 году). Первые литературные произведения написал в 1930—1931 годах на белорусском языке.
По окончании техникума переехал в Ленинград работал на заводе «Двигатель», одновременно учился на рабфаке. Любил живую природу и мечтал заниматься озеленением, поэтому в 1933 году поступил в Ленинградскую Лесотехническую академию на отделение зелёного строительства. Одновременно обучался в литературном университете при Доме писателей имени Маяковского. Закончил обучение в 1939 году. В 1940 году занимался таксацией лесов в Коми АССР, затем был инженером по зелёному строительству в Управлении леса и охранной зоны Ленинградского горисполкома.
5 июля 1941 года добровольцем вступил в Народное ополчение Ленинграда. Служил артиллерийским наводчиком, в августе был ранен в боях под Красногвардейском (ныне Гатчина). Во время лечения в госпитале писал и публиковал в различных военных изданиях стихи и заметки. По окончании лечения был признан годным к нестроевой службе из-за плохо сросшегося перелома руки. Служил заведующим складом топографических карт 13-й воздушной армии. Демобилизовался в сентябре 1945 года в звании младшего лейтенанта по состоянию здоровья, получил инвалидность. Награждён 11 медалями, включая «За победу над Германией», «За оборону Ленинграда», «За боевые заслуги», «За отвагу». Позже — Орденом Отечественной войны I степени (1985) и медалью «Ветеран труда».
В послевоенные годы работал садоводом, озеленителем, лесничим и таксатором в различных регионах СССР. Одновременно занимался литературным творчеством: писал стихи, сказки, рассказы и повести. Перевёл с белорусского языка повесть Янки Мавра «Полесские робинзоны». Произведения Шакулова публиковались во многих журналах, альманахах, сборниках и газетах.
С 1960 года жил в Витебске и продолжал писательскую деятельность. До выхода на пенсию работал старшим инженером по озеленению городов в организации «Проектные мастерские Белгоспроект».
В 1961 году участвовал в создании литературного объединения экологической направленности «Лесная застава» при газете Ленинградской лесотехнической академии «Лесная правда».
Умер 22 ноября 1987 года в Витебске.

## Оценки творчества
В 1953 году сказки Шакулова удостоились третьей премии в номинации «Лучшее литературное произведение для детей» на конкурсе Крымского отделения Союза писателей СССР и Крымского областного издательства.
Председатель секции «Литература для детей и юношества» Союза писателей России Н. Н. Бутенко поставил сказки Шакулова в один ряд с работами классиков детской литературы: Бианки, Паустовского, Пришвина, Голявкина, Сахарнова, и Погодина.

Сказки Шакулова учат любить природу, но ещё более они учат любить ближнего своего.
— Н. Н. Бутенко.

Светлые и жизнеутверждающие, сказки Шакулова ориентированы на вечные ценности, ненавязчиво учат любви, верности, помогают различать добро и зло, правду и ложь. 
— А. М. Любомудров.

## Память
- Мемориальная доска на доме № 14 по улице Чапаева в Витебске, где Григорий Логинович жил с семьёй[10].
- 100-летие со дня рождения Г. Л. Шакулова было торжественно отмечено в Российской национальной библиотеке[4].

## Избранная библиография
По материалам биографической статьи.

### Книги сказок
- «Берёзовая роща», 1954 и 1956, Крымиздат;
- «Алёнушкин козлик», 1956, Архангельское книжное издательство;
- «Тополёвая веточка», 1959, Минск: Госиздат БССР;
- «В зелёном царстве», 1959, Архангельское книжное издательство;
- «Заячьи защитники», 1961, Архангельское книжное издательство и 1964, Крымиздат;
- «Рябинка», 1973, Минск: Мастацкая лiт.;
- «Зелёное царство: сказки и стихи», 2009, СПб: АураИнфо, ISBN 978-5-7451-0176-8;
- «Сказка о дедушке, о зайцах и о сером волке», 2011, СПб: АураИнфо, ISBN 978-5-905283-11-6;
- «Тайны зеленого царства: стихи, сказки, рассказы», 2012, СПб.: Ультра Принт, ISBN 978-5-905218-22-4.

Общий тираж изданных книг свыше 400 тыс. экземпляров.

### Сказки в сборниках
- «Разноцветные камешки», сост. Елена Суланга, 2014, СПб.: Отдел религиозного образования и катехизации Санкт-Петербургской митрополии, ISBN 978-5-93808-220-5;
- «Уроки сказочной доброты», 2014, Симферополь.
- «НО. Скоросшиватель», 2016, СПб.: Реноме, ISBN 978-5-91918-732-5

### Проза
- Повесть «Солдаты ДОТа № 205», 2009, СПб. (опубликована в газете «На страже Родины»).

### Стихи
Стихи Шакулова печатались во фронтовых газетах «Боевая тревога», «На страже Родины», «Боевой листок» и в послевоенные годы.
Свежие публикации стихов:
- в сборнике «Память сердца», том 3, 2008, СПб.: Пискарёвка (стр. 75—77);
- в сборнике «Поэтическая муза в лесном», выпуск 2, 2010, СПб.: СПбГЛТА (стр. 70—75).